# The Club Cure
The Club Cure è un cortometraggio muto del 1913 diretto da Dell Henderson. Di genere comico, ha come interprete John A. McCollom Jr.

## Produzione
Il film fu prodotto dalla Biograph Company.

## Distribuzione
Distribuito dalla General Film Company, il film - un cortometraggio in una bobina - uscì nelle sale cinematografiche USA il 27 dicembre 1913. Nelle proiezioni, veniva programmato con il sistema dello split reel, accorpato in un'unica bobina con un altro cortometraggio prodotto dalla Biograph, la commedia The Suicide Pact.
Non si conoscono copie ancora esistenti della pellicola che viene considerata presumibilmente perduta.